# Suatu
Suatu es una comuna de Rumania, en el distrito de Cluj. Su población en el censo de 2002 era de 1.951 habitantes.
- Datos: Q12725169

1. ↑  Worldpostalcodes.org,código postal n.º 407545.